# Direcció general pel Magrib, Mediterrani i Orient Pròxim
La Direcció general pel Magrib, Mediterrani i Orient Pròxim és un òrgan de gestió de la Secretaria d'Estat d'Afers Exteriors del Ministeri d'Afers Exteriors, Unió Europea i Cooperació d'Espanya.

## Funcions
Les funcions de la Direcció general es regulen en l'article 5 del Reial decret 768/2017
- La proposta i execució de la política exterior d'Espanya al Magrib, Mediterrani i Orient Pròxim.
- L'impuls de les relacions bilaterals amb els països que engloba.
- El seguiment de les iniciatives i fòrums multilaterals de l'àrea geogràfica de la seva competència.

## Estructura
De la Direcció general depenen els següents òrgans:
- Subdirecció General del Magrib.
- Subdirecció General d'Orient Pròxim.

## Directors generals
- Alberto José Ucelay (2021-actualitat)[2]
- Eva Felicia Martínez Sánchez (2017-2021)[3]
- Manuel Gómez-Acebo Rodríguez-Spiteri (2013-2017)
- Ignacio Ybáñez Rubio (2012-2013)
- Juan González-Barba Pera (2012)
- Juan González-Barba Pera (2010-2011)
- Fidel Sendagorta Gómez del Campillo (2008-2010)
- Álvaro Iranzo Gutiérrez (2008)
- Álvaro lranzo Gutiérrez (2004-2008)
- Gabriel Busquets Aparicio (2000-2004)